# Mercado de Trueque
El Mercado del Trueque es un programa de educación ambiental, implementado por la Secretaría del Medio Ambiente del Distrito Federal, que consiste en el intercambio de residuos reciclables como papel, vidrio, cartón, latas de aluminio, PET y Tetrapak por productos agrícolas producidos en la Ciudad de México. El objetivo es mostrar a los participantes que la basura también tiene valor y puede ser transformada en materia prima, es decir, fomentar la cultura del reciclaje. 

### Forma de Operación
El mecanismo es el siguiente: el segundo domingo de cada mes, a partir de las 8:00 a. m., los interesados acuden a la sede con sus residuos separados y limpios para ser intercambiados, donde el mínimo de residuos para intercambiar por persona es 1 kg y máximo 10 kg. 
La Secretaría del Medio Ambiente de la Ciudad de México establece un precio para cada residuo del programa, encima del ofertado por las empresas recicladoras, que es pagado por el personal con “puntos verdes”, los cuales se intercambian en el mercado agrícola por productos de temporada como lechugas, nopales, espinacas, jitomates, plantas, flores y hasta libros. 
Los productos agrícolas provienen de la alcaldía Xochimilco, la alcaldía Tláhuac, la alcaldía Milpa Alta y otras zonas de la ciudad. Se ofertan más de 60 productos  entre verduras, hortalizas, moles, quesos, plantas de ornato, semillas, hierbas aromáticas y dulces típicos.
El consumo de productos locales ha generado un comercio justo y mantiene productivas las chinampas y tierras de cultivo, además de disminuir la emisión de carbono por el transporte de mercancías.

### Historia
El Primer Mercado del Trueque en la Ciudad de México se realizó en marzo del año 2012, en la Calzada de la Juventud Heroica en el Bosque de Chapultepec, bajo la administración de la entonces secretaria del Medio Ambiente del Distrito Federal, Martha Delgado Peralta, donde se acopiaron 11 toneladas de residuos reciclables y asistieron 3 mil personas. 
Los 30 productores agrícolas que participaron lograron intercambiar 3.5 toneladas de productos provenientes de los ejidos de San Luis, San Gregorio, San Pedro Atocpan y la zona lechera de las delegaciones Milpa Alta y Xochimilco. A la par se realizaron actividades de educación ambiental como la Feria no más basura, Huertos urbanos verticales, Manejo de residuos y composta. 
Para su séptima edición, las cifras reflejaron la participación activa de los ciudadanos, registrando la suma de 21 toneladas de residuos sólidos y la asistencia de 25 mil personas que en promedio recibieron 60 puntos verdes que intercambiaron por 2 kilos y medio de hortalizas. 
A principios del año 2013, con Tanya Müller García como nueva titular de la dependencia, se organizó el Primer Mercado del Trueque Itinerante en el Deportivo Plan Sexenal, ubicado en la alcaldía Miguel Hidalgo.  
Además de los 60 productos agrícolas intercambiables, se sumaron a esa edición restauranteros del corredor gastronómico de la delegación, quienes ofrecieron a los asistentes 50 cenas y algunas cortesías para Kidzania. También ser agregó otras actividades como clase de cocina y exhibiciones de ecotecnología e hidroponía. 
Ese año con el programa se evitó la tala de 638 árboles para producir papel, 113 m³  de basura no enterrada y un ahorro de 154 mil kilovatios.  
En 2014, el evento, además de la sede del Bosque de Chapultepec, se realizará en el Bosque de San Juan de Aragón, el Bosque de Tlalpan, la alcaldía Benito Juárez, el Monumento a la Revolución y el Bosque de Nativitas.

## Residuos reciclables
- Aluminio: latas de jugos y refrescos limpias, comprimidas y con anillo.
- Tetrapack: envases limpios, secos y aplanados.
- PET: botellas de cualquier color limpias, compactadas y con tapa.
- Papel y cartón: cualquier tipo completamente seco (kraft, periódico, revistas, papel bond blanco, folders sin grapa, cartoncillo, papel autocopiante, cajas de cereal, etc).
- Vidrio: limpio y seco.